# Striga
Striga is een geslacht van halfparasieten uit de bremraapfamilie (Orobanchaceae). De soorten komen voor in Afrika, Azië en Australazië.

## Soorten
- Striga aequinoctialis A.Chev. ex Hutch. & Dalziel
- Striga angolensis K.I.Mohamed & Musselman
- Striga angustifolia (D.Don) C.J.Saldanha
- Striga asiatica (L.) Kuntze
- Striga aspera (Willd.) Benth.
- Striga barthlottii Eb.Fisch., Lobin & Mutke
- Striga baumannii Engl.
- Striga bilabiata (Thunb.) Kuntze
- Striga brachycalyx Skan
- Striga curviflora (R.Br.) Benth.
- Striga dalzielii Hutch.
- Striga densiflora (Benth.) Benth.
- Striga diversifolia Pires de Lima
- Striga elegans Benth.
- Striga forbesii Benth.
- Striga fulgens (Engl.) Hepper
- Striga gastonii A.Raynal
- Striga gesnerioides (Willd.) Vatke
- Striga gracillima Melch.
- Striga hallei A.Raynal
- Striga hermonthica (Delile) Benth.
- Striga junodii Schinz
- Striga klingii (Engl.) Skan
- Striga latericea Vatke
- Striga linearifolia (Schumach. & Thonn.) Hepper
- Striga macrantha (Benth.) Benth.
- Striga magnibracteata Eb.Fisch. & I.Darbysh.
- Striga masuria (Buch.-Ham. ex Benth.) Benth.
- Striga parviflora (R.Br.) Benth.
- Striga passargei Engl.
- Striga primuloides A.Chev.
- Striga pubiflora Klotzsch
- Striga strigosa R.D.Good
- Striga yemenica Musselman & Hepper

... · 
Bartsia · 
Castilleja · 
Euphrasia (Ogentroost) · 
Lathraea (Schubwortel) · 
Melampyrum (Zwartkoren) · 
Odontites (Helmogentroost) · 
Orobanche (Bremraap) · 
Pedicularis (Kartelblad) · 
Parentucellia · 
Rhinanthus (Ratelaar) · 
...